# Pel·lícula fina (tecnologia)

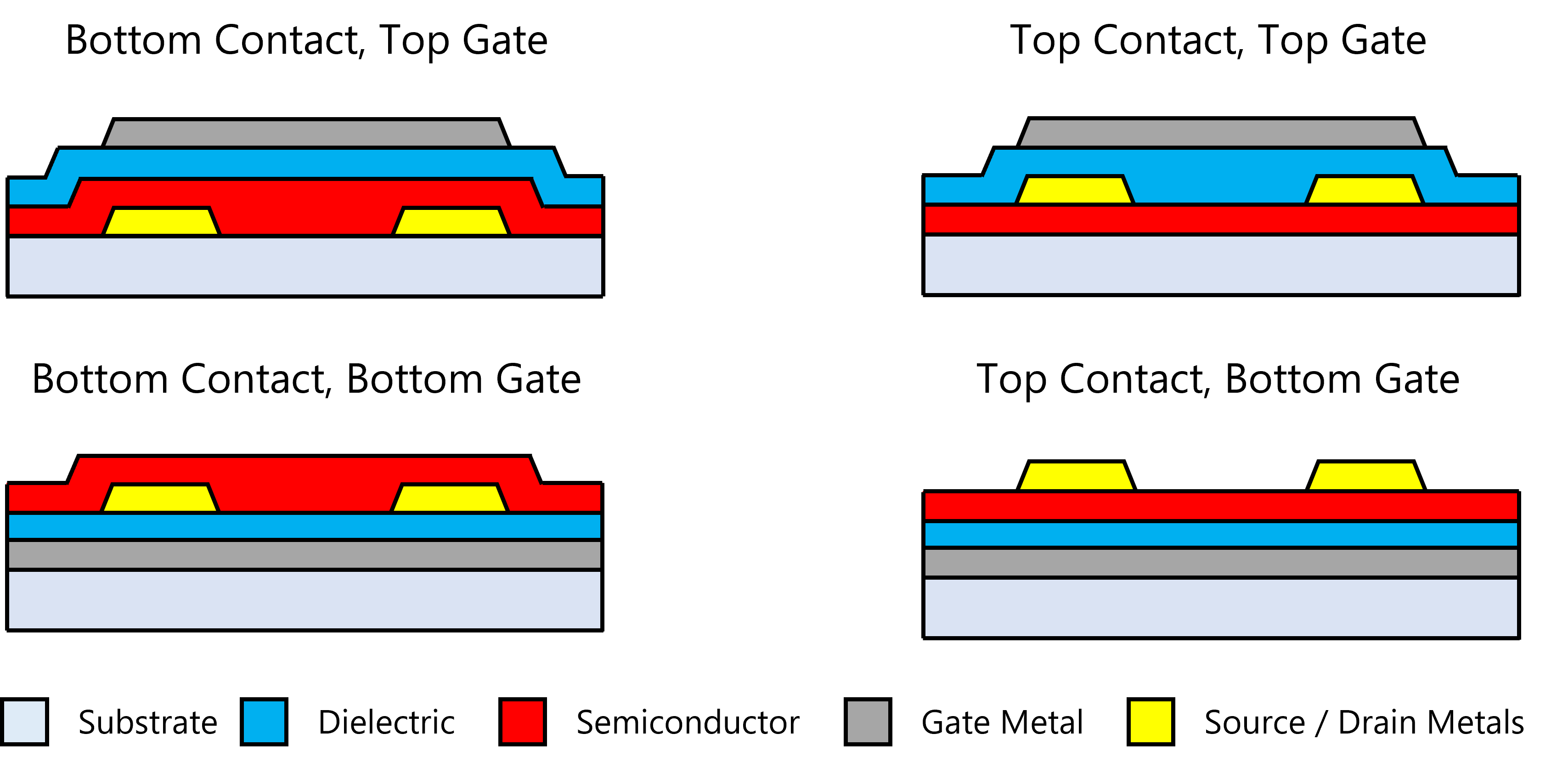
Exemple de Thin film en la fabricació de resistències SMD multicapa.

Una pel·lícula fina és una capa de material que va des de fraccions d'un nanòmetre (monocapa) fins a diversos micròmetres de gruix. La síntesi controlada de materials com a pel·lícules primes (un procés anomenat deposició) és un pas fonamental en moltes aplicacions. Un exemple conegut és el mirall domèstic, que normalment té un revestiment metàl·lic prim a la part posterior d'una làmina de vidre per formar una interfície reflectant. El procés de plata s'utilitzava habitualment en la producció de miralls, mentre que més recentment la capa metàl·lica es diposita mitjançant tècniques com ara la catòdica. Els avenços en les tècniques de deposició de pel·lícules primes durant el segle XX han permès una àmplia gamma d'avenços tecnològics en àrees com ara suports d'enregistrament magnètic, dispositius electrònics semiconductors, dispositius passius integrats, LEDs, recobriments òptics (com ara recobriments antireflectants), recobriments durs en eines de tall, i tant per a la generació d'energia (per exemple, cèl·lules solars de pel·lícula fina) com per a l'emmagatzematge (bateries de pel·lícula fina). També s'està aplicant a productes farmacèutics, mitjançant el lliurament de fàrmacs de pel·lícula fina. Una pila de pel·lícules primes s'anomena multicapa. A més del seu interès aplicat, les pel·lícules primes tenen un paper important en el desenvolupament i l'estudi de materials amb propietats noves i úniques. Alguns exemples inclouen materials multiferroics i superreticules que permeten l'estudi dels fenòmens quàntics.
Com tots els transistors, el TFT es fa amb materials semiconductors que permeten l'amplificació, el control o la generació de senyals elèctrics. Els elements semiconductors TFT comuns tenen estructures a nivell atòmic de patrons simètrics repetits anomenades xarxes cristal·lines. Alguns exemples de materials cristal·lins utilitzables inclouen silici (el material més comú en TFT) i òxids metàl·lics. Els desenvolupaments recents mostren que també es poden utilitzar materials orgànics per crear aquest semiconductor. El material semiconductor constitueix una capa del transistor i es descriu com una pel·lícula fina, d'aquí el nom. Donades les seves propietats conductores, aquesta capa es pot dopar. Aquest mètode de dopatge es coneix com la introducció d'una quantitat molt petita d'impureses (altres elements) als materials semiconductors purs. Si dues àrees dins d'una estructura cristal·lina es dopen de manera diferent, això forma el que es coneix com a unió semiconductora que fa possible que els portadors de càrrega es moguin i es comportin d'una determinada manera i així crear una càrrega funcional. Els portadors de càrrega poden ser electrons, ions o forats d'electrons (l'atracció dels àtoms/reticules atòmiques a les quals els falten electrons que, si hi hagués, crearien una càrrega neutra).